# Ліпляс
Ліпляс (пол. Liplas) — село в Польщі, у гміні Ґдув Велицького повіту Малопольського воєводства.
Населення — 487 осіб (2011).

## Демографія
Демографічна структура станом на 31 березня 2011 року:
|          | Загалом | Допрацездатний вік | Працездатний вік | Постпрацездатний вік |
| -------- | ------- | ------------------ | ---------------- | -------------------- |
| Чоловіки | 252     | 52                 | 180              | 20                   |
| Жінки    | 235     | 50                 | 145              | 40                   |
| Разом    | 487     | 102                | 325              | 60                   |